# ルイージ・イッリカ

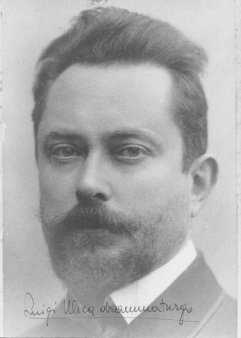
ルイージ・イッリカ。この写真でも右耳は写っていない。

ルイージ・イッリカ（Luigi Illica [ˈillika], 1857年5月9日 - 1919年12月16日）は、イタリアのオペラ台本作家。カタラーニ、プッチーニ、ジョルダーノなど「新イタリア楽派」のために書いた数々のオペラ台本によって名高い。
日本ではしばしば「イルリカ」とも表記される。

## 生涯
パルマ公国ピアチェンツァ近郊のカステッラルクアートに生まれる。若くしてイタリア国外を放浪し、1877年にはオスマン帝国軍との戦闘に参加したともいう。また、女性を巡っての決闘がもとで右耳を傷つけ、以後写真に撮られる際には顔の右側を隠すよう腐心したともいう。
1879年頃からミラノに落ち着き、同地の文壇に加わり、詩人ジョズエ・カルドゥッチらと親交を深めるようになる。演劇においては1883年の処女作『ナルボニエ＝ラトゥール家の人々』 (I Narbonnier-Latour) や、ミラノ方言を駆使した1891年発表のコメディL'ereditàa del Felìsによって成功を収めた。
イッリカのオペラ台本作家としての活動は、アントニオ・スマレーリアのために書いた『シゲットの家来』 (Il vassallo di Szigeth )（初演1889年）で始まる。ジャコモ・プッチーニ（イッリカより1歳年下）に対しては1892年、その出世作となった『マノン・レスコー』の台本を提供したことで協力関係が開始された。もっとも、同オペラはレオンカヴァッロなど多くの作家が関与しており、最終稿においてもイッリカよりはドメニコ・オリヴァの手になる部分が圧倒的に多かったようであるが、イッリカは巧妙にもオリヴァの名を台本から外し、手柄を横取りしたとの説がある。
その後1894年からは、楽譜出版業者ジューリオ・リコルディの勧めもあって高名な劇作家ジュゼッペ・ジャコーザ（イッリカより9歳年上）と組み、プッチーニと3人で新作オペラを制作する体制をとった。台本執筆の際の役割分担としては、イッリカが原作からの場面設定、時代考証などを行ない、散文形式で各登場人物の会話を書き起こした後、ジャコーザがその文章を韻文にまとめた。この3者のコラボレーションは『ラ・ボエーム』（初演1896年）、『トスカ』（同1900年）、『蝶々夫人』（同1904年）という3つの傑作となって今日も残っている。お互い自己主張の強いイッリカとプッチーニの2人をうまくまとめていた温厚な年長者ジャコーザが1906年に亡くなってからは、プッチーニとイッリカの関係はしっくりいかなくなり、マリー・アントワネットを題材とする台本をプッチーニが依頼したにもかかわらずイッリカが筆を進めなかったことから、両者は絶交状態となった。
イッリカは他のオペラ作曲家に対しても台本を提供し、その総数35に及ぶ。うちカタラーニ『ラ・ワリー』（初演1892年）、ジョルダーノ『アンドレア・シェニエ』（同1896年）、マスカーニ『イリス』（同1898年）などは今日でも世界各地歌劇場のレパートリーに残る。

## 作風
イッリカの台本はいくつかの革新を伴っていた。彼は『アンドレア・シェニエ』台本において非常に詳細なト書きを入れ、それまで現場舞台監督の恣意に任せられていた演出に一定の秩序をもたらした。
それまでイタリア・オペラで伝統的に行われていた韻文における各行音節（シラブル）数の整序（8音節ならottonario、11音節ならendecasillaboなど、シラブル数によって韻文は分類される）にイッリカはこだわらず、力強い詞句を必要とする場合には不均等音節を平気で用いた（日本語でいう「字余り、字足らず」的なものであろう）。共同作業者であったジャコーザはイッリカによるこの新奇な韻文を冗談めかして「イッリカ音節」 (illicasillabo) と称していた。
また優れた舞台感覚をもっていたイッリカは、聴覚的のみならず視覚的にもドラマティックな群衆シーン（『ラ・ボエーム』第2幕の有名なカフェ・モミュスの場面、『アンドレア・シェニエ』第3幕の法廷シーン、『トスカ』第1幕のテ・デウムの場面など）に優れ、それらは後期ヴェリズモ・オペラを特徴付ける印象深い舞台となった。